# کنارک
شهر کُنارک مرکز شهرستان کنارک واقع در استان سیستان و بلوچستان ایران است. کنارک در کرانهٔ باختری خلیج چابهار و بر ساحل دریای عمان قرار گرفته و شهری بندری است.این شهر به واسطه نزدیکی به بندرچابهار و رونق و توسعه روزافزون این شهر ، متاثر شده و در حوضه های عمرانی ، امکانات رفاهی و حتی گردشگری پیشرفت های چشمگیری داشته است.رشد جمعیت این شهر نیز به همین جهت بالا می باشد. البته هنوز این مقدار امکانات جواب گوی این شهر نیست و محرومیت هایی وجود دارد.

## جمعیت
جمعیت این شهر در سرشماری سال ۱۳۹۵، برابر با ۴۳،۷۳۲ نفر بوده است.

### زبان و مذهب
همچنین مردم بومی، بلوچ و سنی مذهب هستند.در حالی که مهاجران از دیگر استان های کشور، عمدتا فارس زبان و شیعه مذهب هستند. 

در تصویر مشخص است که این شهر ، بعد از زاهدان، بیشترین مهاجران خارج استانی را میزبانی می کنند.

## زیر ساخت ها

### مراکز بهداشتی
شهر کنارک دارای دو بیمارستان و چندین درمانگاه می باشد :
- بیمارستان نبوت
- بیمارستان امام حسین

### مراکز دانشگاهی
در حال حاضر شهر کنارک دارای یک دانشگاه می باشد :
- دانشگاه آزاد واحد کنارک

### مراکز خرید
این شهر دارای چندین مرکز خرید می باشد:
- بازار موجی
- بازار لباس و کفش استک (تاناکورا)
- چهارراه خواسته
- بازار (پاساژ) لته

### انرژی و نیروگاه ها
همچنین، نیروگاه گازی کنارک از منابع تأمین انرژی این منطقه است.

### نظامی
پایگاه هوائی کنارک در نزدیکی این شهر واقع شده‌است. علاوه بر پایگاه دهم شکاری پایگاه‌های نیروی دریایی و تیپ سوم تکاوران دریایی ارتش نیز در این شهر مستقرند.
در سال ۱۳۸۶ یک فروند هواپیمای نظامی ارتش ایران به علت نقص فنی در داخل آب در نزدیکی بندر کنارک سقوط کرد و دو سرنشین آن کشته شدند.